# Adient
Adient plc — це ірландський виробник автомобільних сидінь зі штаб-квартирою компанії у Дубліні, Ірландія та у Плімуті, США. Станом на 2017 рік Adient був найбільшим світовим виробником автокрісел, який становив третину світового доходу на ринку та забезпечував комплектуючі для 25 мільйонів транспортних засобів.

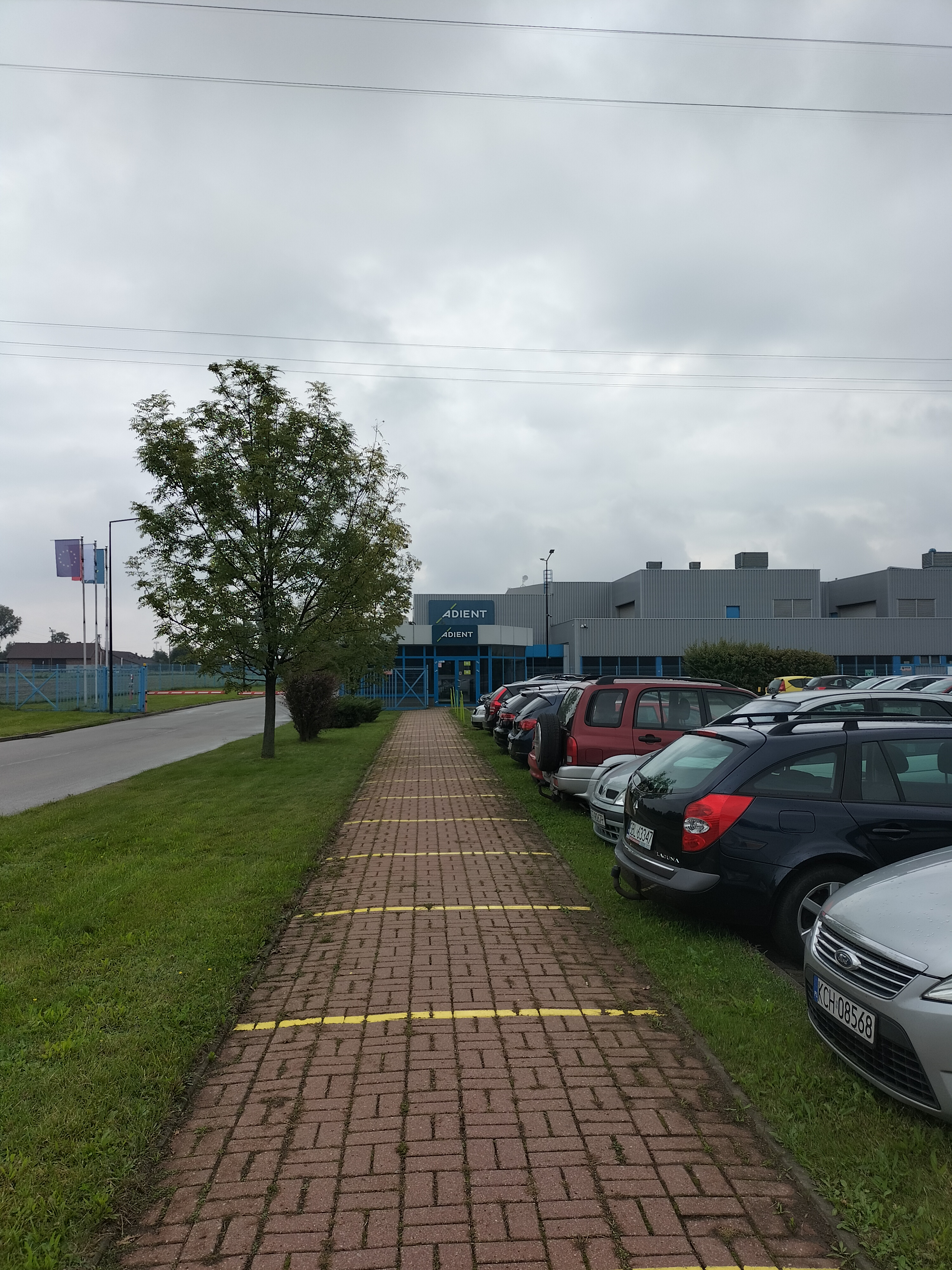

Компанія Adient була заснована в 2016 році як відгалуження від компанії Johnson Controls, встановивши зареєструвавшись в Дубліні в ірландській юрисдикції. Johnson Controls увійшов бізнес автомобільних крісел 1985 року, придбавши Hoover Universal. У вересні 2017 року Adient придбав американського виробника автомобільних сидінь Futuris у компанії Clearlake Capital, що додало Adient 15 заводів в Азії та Північній Америці, включаючи один заклад, що базується в Ньюарку, Каліфорнія.
Станом на 2017 рік в Adient працювало 86000 людей на 250 виробничо-складальних заводах, у 34 країнах.
У 2016 році Adient оголосила про плани перенести свій глобальний офіс в будівлю Маркетт у Детройті, але скасувала ці плани станом на червень 2018 року.